# Зіґфрід Тауберт
Зіґфрід Тауберт (нім. Siegfried Taubert; 11 грудня 1880, Беллентін, Померанія — 13 лютого 1946, Кіль, Шлезвіг-Гольштайн) — один з вищих офіцерів СС, обергруппенфюрер СС і генерал військ СС (30 січня 1943), комендант замку Вевельсбург (30 січня 1938 — березень 1945).

## Біографія
Зіґфрід Тауберт народився 11 грудня 1880 року в Баллентіні, у родині протестантського пастора. Після закінчення середньої школи він почав військову кар'єру і був зарахований фанен-юнкером в 57-й піхотний полк герцога Фердинанда Брауншвейзького (8-й Вестфальський). 18 січня 1901 отримав звання лейтенанта. До 1911 року проходив службу в 57-му піхотному полку. З жовтня 1911 до липня 1914 року -командир 38-го гренадерського полку. Після закінчення навчання на штабного офіцера 21 липня 1914 року призначений командиром морської бази в Вільгельмсгафені. 11 вересня 1914 року отримав поранення. У 1916-1917 роках - при штабі 6-ї армії. З 1917 до вересня 1918 року - ад'ютант при штабі 14-ї і 17-ї армії. Потім до листопада 1918 року командував штурмовим батальйоном. 22 лютого 1919 року вийшов у відставку в званні майора. 
З 1921 по 1924 рік — керівник Селянського фронту (нім. Landbund) і Сталевого шолома в Померанії. У серпні 1925 року він продав майно, придбане після закінчення війни в Грайфенгагені і переїхав до Берліна, де став працювати менеджером з продажу на фортепіанній фабриці. З вересня 1929 по жовтень 1931 року працював у страховій компанії. 
У 1931 році Тауберт вступив в НСДАП (квиток № 525 246), а в квітні 1933 року — в СС (службове посвідчення № 23 128). З 12 червня по 18 грудня 1933 року - командир спеціального батальйону СС. З 18 грудня 1933 по 31 жовтня 1935 виконував обов'язки начальника штабу оберабшніта СС «Схід». З 1 листопада 1935 по 29 січня 1938 призначений начальником штабу в управлінні СД, один з найближчих співробітників Рейнхарда Гейдріха. 9 листопада 1944 зарахований в Штаб рейхсфюрера СС. З 30 січня 1938 до березня 1945 року - комендант замку Вевельсбург. При підході армії союзників втік із замку і перебрався в Шлезвіг-Гольштайн. Помер 13 лютого 1946 року в Кілі.

## Особисте життя
З 1904 перебував в шлюбі з Ютою Дін (нім. Juta Dien), у них було троє дітей.
Старша дочка, Ільза, вийшла заміж за Ернста-Роберта Гравіца.

## Звання
- Фанен-юнкер (30 серпня 1899)
- Фенріх (18 квітня 1900)
- Лейтенант (18 січня 1901)
- Оберлейтенант (22 березня 1910)
- Гауптман (5 вересня 1914)
- Майор запасу (22 лютого 1919)
- Анвертер СС (2 січня 1932)
- Манн СС (10 вересня 1932)
- Труппфюрер СС (17 лютого 1933)
- Унтерштурмфюрер СС (12 червня 1933)
- Оберштурмфюрер СС (3 вересня 1933)
- Гауптштурмфюрер СС (9 листопада 1933)
- Штурмбанфюрер СС (1 січня 1934)
- Оберштурмбанфюрер СС (20 квітня 1934)
- Штандартенфюрер СС (4 липня 1934)
- Оберфюрер СС (15 вересня 1935)
- Бригадефюрер СС (13 вересня 1936)
- Групенфюрер СС (11 вересня 1938)
- Генерал-лейтенант військ СС (21 червня 1942)
- Обергрупенфюрер СС і генерал військ СС (30 січня 1943)

## Нагороди
- Залізний хрест 2-го і 1-го класу
- Військовий орден «За заслуги» 4-го класу з мечами (Баварія)
- Хрест «За військові заслуги» (Мекленбург-Шверін) 2-го і 1-го класу
- Орден Корони 4-го класу (Пруссія)
- Ганзейський Хрест (Гамбург)
- Хрест «За військові заслуги» (Австро-Угорщина) 3-го класу з військовою відзнакою
- Галліполійська зірка
- Нагрудний знак «За поранення» в чорному
- Цивільний знак СС (№11 775; 8 квітня 1933)
- Почесний кут старих бійців
- Почесний хрест ветерана війни
- Йольський свічник
- Кільце «Мертва голова»
- Почесна шпага рейхсфюрера СС
- Орден Святих Маврикія та Лазаря, командорський хрест (Королівство Італія; 6 грудня 1939)
- Орден Корони Італії, командорський хрест (6 грудня 1939)
- Медаль «За вислугу років в НСДАП» в бронзі та сріблі (15 років)
- Хрест Воєнних заслуг
  - 2-го класу з мечами (30 січня 1943)
  - 1-го класу з мечами (30 січня 1945)
- Іменний пістолет Walther P38 з підписом Гіммлера